# Tygodnik Płocki
Tygodnik Płocki – najstarsze i największe czasopismo regionalne na północnym Mazowszu, założone przez Wacława Sankowskiego, ukazujące się od 1972 roku. Pomysł powstania tego tytułu narodził się w kwietniu 1964 roku, a jego techniczne przygotowanie powierzono osobom z zakładowego pisma Petrochemii Płock "Petro-Echo". Pierwszy numer próbny ukazał się z datą 4 maja 1972 roku. Trzy dni później ukazał się numer pierwszy z datą 7 maja. Nakład pierwszego numeru wynosił 15 tysięcy egzemplarzy, a jego składem zajęły się prasowe Zakłady Graficzne przy ul. Nowogrodzkiej w Warszawie. Do grona redaktorów "Tygodnika Płockiego" dołączyli Tomasz Pawłowski, Władysław Szcześniak, Stanisław Chrzanowski, Jędrzej Miller. Fotografami byli Jerzy Maślankowski oraz Władysław Kozłowski, a funkcję grafika gazety pełnił Edward Papierski. W 1978 roku nastąpiła zmiana w redakcji czasopisma. Funkcję redaktora naczelnego objął Jan Bolesław Nycek. Obecnym redaktorem jest Tomasz Szatkowski, który funkcję tę pełni od grudnia 1994 roku. Redakcja mieści się w Domu Prasy przy Starym Rynku w Płocku.
Zasięg gazety to ponad 400 tys. ludzi z Płocka, powiatu płockiego, Sierpca, powiatu sierpeckiego, Gostynina, powiatu gostynińskiego, a także Kutna. Co tydzień na 48-56 stronach ukazuje się blisko 100 artykułów i 1000 ogłoszeń drobnych z Płocka i okolic. Zamieszczane treści przekazują informacje i komentarze dotyczące wydarzeń w regionie. W gazecie umieszczane są także felietony autorskie. Hasłem Tygodnika Płockiego jest Od deski do deski tygodnik niebieski.
Czasopismo obejmuje Patronatem Tygodnika Płockiego wydarzenia kulturalne, sportowe, gospodarcze i regionalne, a także wspiera akcje charytatywne. Tygodnik Płocki jest w „Porozumieniu tygodników regionalnych”, co owocuje wspólną sprzedażą pakietów reklamowych. Największą grupę reklam tworzą branże: budownictwo, bankowość, motoryzacja, handel.
Jest pierwszym pismem regionalnym w Polsce, które wdrożyło w latach 2000-2001 wersję internetową opartą na systemie zarządzania treścią oraz zainwestowało w rozwiązania związane z technologiami informacyjnymi. Drukowany jest w drukarni Agora S.A.